# Guerre des Cimbres
 (juillet 2019).
 (juillet 2019).
Guerres des Cimbres
Batailles
- Noreia
- Agen
- Arausio
- Aquæ Sextiæ
- Vercellæ

La guerre des Cimbres, ou guerre des Cimbres et des Teutons, désigne une série de grandes batailles opposant, à la fin du IIe siècle av. J.-C., l'armée de la République romaine à des groupes de populations nordiques germano-celtes, originaires du Jutland, à propos desquelles les connaissances restent fragmentaires.
Ces populations qui rassemblent Cimbres, Teutons et Ambrons rejoints au fil de leurs déplacements par d'autres peuplades, se déplacent vers l'Europe centrale puis en Gaule, en Espagne et dans le nord de l'Italie où ils se livrent à des pillages.
Leurs troupes livrent d'importantes batailles contre les troupes romaines qu'elles défont à plusieurs reprises avant d'être définitivement battues en 101 av. J.-C. par les légions dirigées par Marius et Lutatius Catulus lors de la bataille de Verceil.

## Début de la guerre etcasus belli
Vers -120, un raz-de-marée au Danemark avait poussé des hordes de Cimbres de Teutobod vers la Gaule et l'Europe Centrale.
Vers -115 les Cimbres et leurs alliés sont aux prises avec les Taurisques en Norique. À la demande du consul romain Cnaeus Papirius Carbo pressentant la défaite de ces derniers, Rome décide d'intervenir.
Les Romains exigent que les Cimbres et leurs alliés quittent la Norique et effectuent une démonstration de force, puis le consul Carbo prend une position défensive. Les Cimbres obtempèrent mais, découvrant une embuscade tendue par les Romains, décident de les attaquer à Noreia en -113 et défont sévèrement les légions. Ce premier important revers militaire de Rome depuis la deuxième guerre punique eut pour conséquence immédiate le renforcement du pouvoir militaire dans la République romaine.

### Défaites romaines
Alors que la route de l'Italie leur est ouverte, les Cimbres et leurs alliés se déplacent vers les champs Décumates et pénètrent en Gaule transalpine. Après un premier périple en Gaule transalpine et Celtibérie ils défont en -109 l'armée du consul Marcus Junius Silanus en Narbonnaise. En -107 les Tigurins défont les légions à la bataille d'Agen.
En -105 les Cimbres remportent la bataille d'Orange contre les Romains, leur causant des pertes énormes — les sources mentionnent 80 000 soldats romains ou alliés ainsi que 40 000 valets tués — dans une défaite comparable aux désastres de Cannes et de l'Allia qui fait craindre une invasion de l'Italie, mais les Cimbres s'en détournent et s'engagent ensuite dans la péninsule Ibérique, d'où ils sont expulsés par les Celtibères.

## Fin du conflit

### Défaites des Cimbres et Teutons
Lors de leur périple en Gaule transalpine, Ambrons, Tigurins et Boïens se séparent des Cimbres. Il est probable que les Boïens se sont installés en Gaule aquitaine et les Ambrons en Gaule belgique (Éburons ?) ; quant aux Tigurins ils réintègrent le territoire du Wurtemberg aux côtés des autres Helvètes avant d'en être expulsés par les Suèves. Ces mêmes Tigurins seront défaits par Jules César pendant la guerre des Gaules sur le territoire des Ambarres lors de la tentative de migration des Helvètes vers l'ouest de la Gaule transalpine.

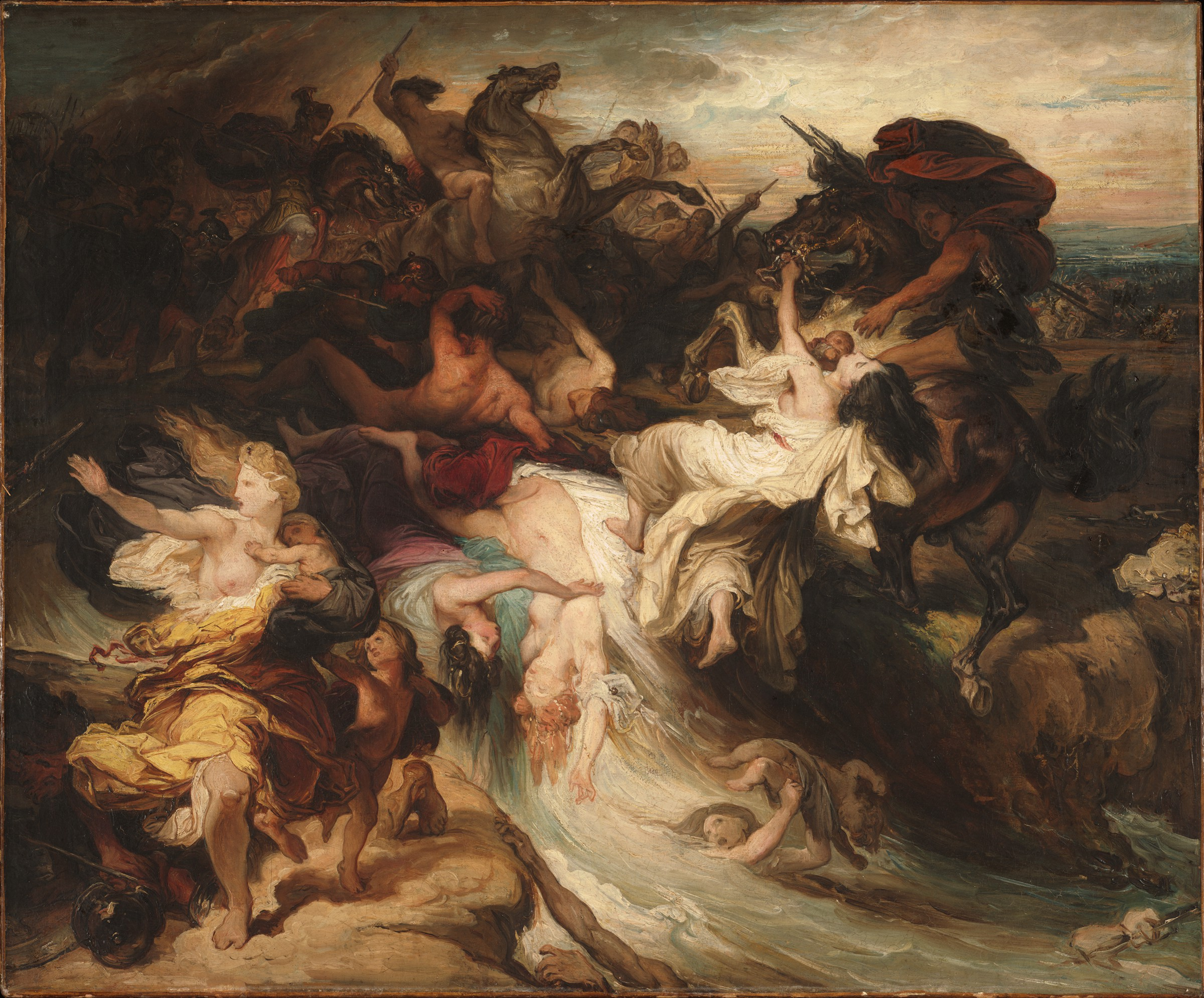
Un tableau de François Joseph Hein intitulé "Défaite des Cimbri et des Teutons"

### Teutons
Marius réussit à les défaire lors de la bataille d'Aix-en-Provence (Aquæ Sextiæ) en 102 av. J.-C.. Le roi des Teutons Teutobod y est fait prisonnier. L'historien Jules Michelet raconte que les femmes prisonnières se suicident en masse.
D'après la tradition, les morts ne sont pas enterrés, et laissés à pourrir sur place. Du fait de cet engraissement massif, le champ de bataille devient célèbre pour sa fertilité,,, et prend le nom de Campi Putridi. La tradition y voit l'origine probable du nom de Pourrières,,.

### Cimbres

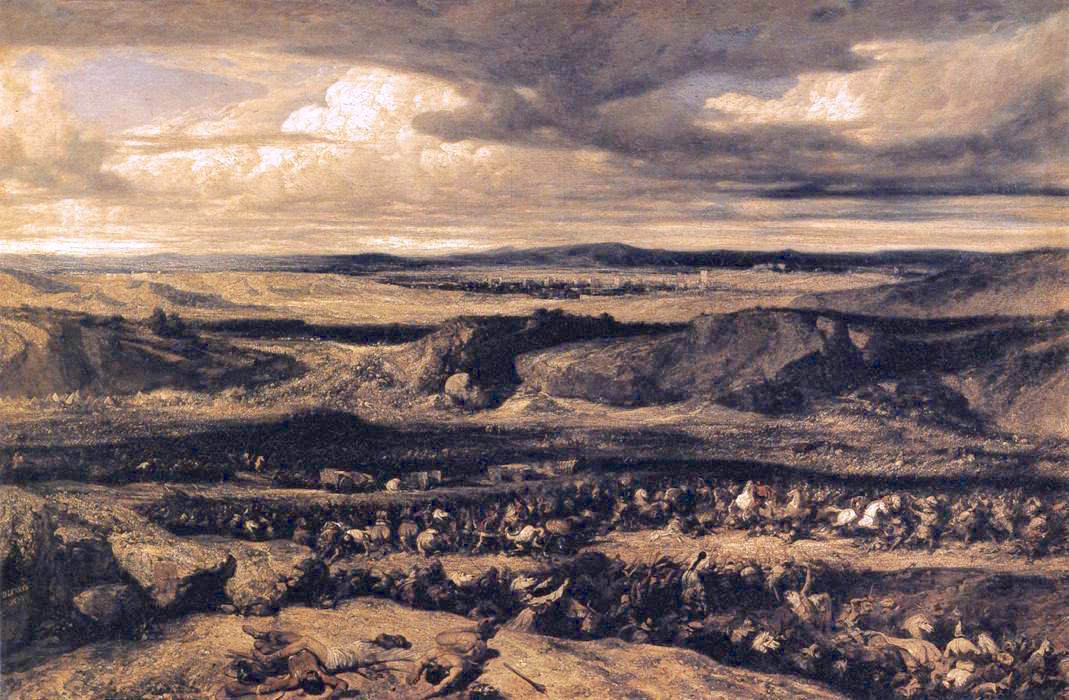
La Défaite des Cimbres, par Alexandre-Gabriel Decamps.

En 101 av. J.-C., les Cimbres arrivent en Italie et se retrouvent face à 10 légions romaines dirigées par Marius, le vainqueur des Teutons. À la bataille de Verceil, les troupes cimbres sont défaites et leur roi Boiorix meurt ; selon la rumeur, les derniers survivants (femmes et enfants inclus) se suicident plutôt que de devenir esclaves. D'autres auteurs supposent qu'ils se sont peut-être rendus pour rester en Gaule, terre plus hospitalière que leurs régions d'origine.

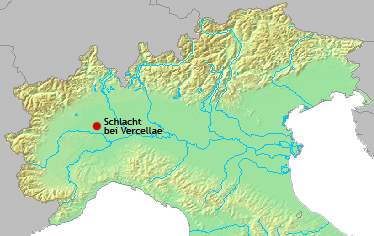
Vercellae

Une victoire romaine en combat singulier (tel qu'habituellement pratiqué par les peuples germaniques) a peut-être provoqué la capitulation du groupe tout entier. Aujourd'hui, on estime que ce sont les famines et le climat défavorable qui poussèrent ces peuples à émigrer. Grâce au contenu de l'estomac de corps momifiés conservées dans la tourbe, ainsi qu'à leur ADN, il a été possible de reconstituer le régime alimentaire des Cimbres, ainsi que leurs carences, lesquelles trahissent de très nombreuses famines, particulièrement pendant les hivers[réf. nécessaire].
Jules Michelet décrit ainsi la guerre des Cimbres :

« Des peuples jusque-là inconnus aux Romains, des Cimbres et des Teutons des bords de la Baltique, (…) étaient descendus vers le midi. Ils avaient ravagé toute l'Illyrie, battu, aux portes de l'Italie, un général romain, et tourné les Alpes vers l'Helvétie dont les principales populations, Ombriens ou Ambrons, Tigurins et Tughènes (Zug) grossirent leur horde. Tous ensemble pénétrèrent dans la Gaule, au nombre de trois cent mille guerriers ; leurs familles, vieillards, femmes et enfans, suivaient dans des chariots. Au nord de la Gaule, ils trouvèrent d'anciennes tribus cimbriques et leur laissèrent, dit-on, en dépôt une partie de leur butin. Mais la Gaule centrale fut dévastée, brûlée, affamée sur leur passage. Les populations des campagnes se réfugièrent dans les villes pour laisser passer le torrent et furent réduites à une telle disette, qu'on essaya de se nourrir de chair humaine. (…) Les Barbares, enhardis, voulaient franchir les Alpes. Ils agitaient seulement pour savoir si les Romains seraient réduits en esclavage ou exterminés. »

## Conséquences
La guerre des Cimbres et la guerre de Jugurtha ont eu une influence particulière, tant sur la carrière de Marius que sur les importantes réformes des institutions qu'il a introduites. Ce début de rivalité entre Marius et Sylla conduit à la première guerre civile entre Marius et Sylla de -88 à -87. À la suite de ces victoires, Rome récolte de ces tribus vaincues plus d'esclaves qu'il ne lui en faut. Cette masse servile est l'un des facteurs de nombreux troubles et révoltes serviles, dont la plus connue est menée par Spartacus.

#### Articles
- Hervé Huntzinger, « Cimbres et Teutons », dans Bruno Dumézil (dir.), Les Barbares, Presses universitaires de France, 2016, p. 423-425
- Thierry Luginbühl, « La “migration des Cimbres et des Teutons”, une histoire sans archéologie », Archaeologia Mosellana,‎ 2014, p. 343-360 (ISSN 1027-8311)
- (en) « Cimbri », dans Carl Waldman et Catherine Mason, Encyclopedia of European Peoples, Fact on Files, 2006 (ISBN 9781438129181), p. 172-174
- Thierry Luginbühl, « Les Cimbres et les Teutons, histoire d'une migration », Chronozones, Bulletin des Sciences de l'Antiquité de l'Université de Lausanne, no 2,‎ 1995, p. 114-130 (ISSN 1422-5247)
- Émilienne Demougeot, « L'invasion des Cimbres-Teutons-Ambrons et les Romains », Latomus, no 37,‎ 1978, p. 911-938 (ISSN 0023-8856, lire en ligne)

#### Ouvrages
- (it) Alberto Peruffo, Le battaglie dei Cimbri e dei Teutoni (113-101 a.C.) : i Romani e la prima invasione barbarica, Rome, Arbor Sapientiae Editore, 2017, 128 p. (ISBN 978-88-94820-16-4 et 88-94820-16-5)